# صارم الفاسي الفهري
محمد صارم الحق الفاسي الفهري هو منتج أفلام مغربي، من مواليد 19 أكتوبر 1958 في مدينة مراكش، وهو مدير المركز السينمائي المغربي.

## مسيرته
درس الطب والصيدلة، وكان يمارس السينما بشكل موازي خلال عطلته الصيفية.
منذ 1995، رأس صارم الفاسي الفهري الجمعية المغربية لمنتجي الأفلام، وهي جمعية تجمع بين المنتجين والمخرجين ومجلس إدارة المركز السينمائي المغربي. وقد كان هدف هذه الجمعية منذ تأسيسها الدفاع عن مصالح المهنيين، وتطوير القوانين والأنظمة، وتشجيع السينما المغربية في الخارج وكذا تشجيع الإنتاج الأجنبي في المغرب وتطوير الموارد البشرية.
ومن أبرز الأفلام التي أنتجها صارم الحق الفاسي الفهري:
«مكتوب» لنبيل عيوش، «سارقو الأحلام» لحكيم نوري، و«الليلة المقدسة» لنيكولا كلوتز، بالإضافة لعدد كبير من الأفلام والمسلسلات التلفزية التي قام بإنتاجها في إطار الإنتاج المشترك حيث تجاوز عددها الأربعين إنتاجا.
إنتاجاته جعلته يشارك في مجموعة من المهرجانات الدولية، فمنذ 1985 وهو يشارك بشكل منتظم في مهرجانات كان والبندقية وبرلين ولوس أنجلوس بالإضافة إلى القاهرة، مما دفعه بعد ذلك إلى أن يكون في اللجنة المؤسسة للمهرجان الدولي للفيلم بمراكش سنة 2001، ويتقلد بعد هذا التاريخ بثلاث سنوات منصب عضو في اللجنة التحكيمية لذات المهرجان.
وبعد أن قدم مشروعه لمنصب مدير المركز السينمائي المغربي، صادقت الحكومة على تعيينه لهذا المنصب، الذي كانت لائحة الترشيحات له منحصرة بين مصطفى ملوك وفؤاد سويبة.

## روابط خارجية
- صارم الفاسي الفهري على موقع IMDb (الإنجليزية)
- صارم الفاسي الفهري على موقع ألو سيني (الفرنسية)
- صارم الفاسي الفهري على موقع قاعدة بيانات الفيلم (الإنجليزية)
- صارم الفاسي الفهري على موقع كينوبويسك (الروسية)
- صارم الفاسي الفهري على موقع Africiné.org